# Назариоаја (Бакау)
Назариоаја (рум. Năzărioaia) насеље је у Румунији у округу Бакау у општини Вултурени. Oпштина се налази на надморској висини од 231 m.

## Становништво
Према подацима из 2002. године у насељу је живело 185 становника, од којих су сви румунске националности.